# Fußball-Weltmeisterschaft der Frauen 2015/Schweden
Dieser Artikel behandelt die schwedische Fußballnationalmannschaft der Frauen bei der Fußball-Weltmeisterschaft der Frauen 2015 in Kanada. Schweden nahm zum siebten Mal an der Endrunde teil, schied aber im Achtelfinale aus. Da die WM den europäischen Mannschaften zudem als Qualifikation für das Fußballturnier bei den Olympischen Spielen 2016 dient, wurde damit auch die direkte Qualifikation dazu verpasst. Denn nur die drei besten europäischen Mannschaften bei der WM qualifizieren sich dafür.

## Qualifikation
Schweden traf in der Europa-Qualifikationsgruppe 4 auf Bosnien und Herzegowina, die Färöer, Nordirland, Polen und Schottland. Dabei gewann die schwedische Elf alle Spiele und qualifizierte sich souverän für die Weltmeisterschaft. Erst nach fünf Spielen ohne Gegentore musste die schwedische Mannschaft in Schottland das einzige Gegentor – durch einen Elfmeter – hinnehmen, konnte das Spiel aber gewinnen. Mit dem 2:0 am letzten Spieltag gegen Schottland qualifizierte sich die Mannschaft.
Insgesamt setzte Trainerin Pia Sundhage 28 Spielerinnen ein, von denen nur Lotta Schelin alle zehn Spiele mitmachte. Auf neun Einsätze kam Rekordnationalspielerin Therese Sjögran, acht Einsätze hatten Nilla Fischer, Torhüterin Hedvig Lindahl, Caroline Seger und Sara Thunebro. Beste Torschützinnen waren Lotta Schelin mit 12 Toren sowie Kosovare Asllani und Caroline Seger mit je fünf Toren. In der Qualifikation kam Malin Diaz zu ihrem ersten A-Länderspiel (5. April 2014 in Portadown gegen Nordirland) und hatte anschließend noch fünf weitere Einsätze in der Qualifikation.
| Pl. | Land                    | Sp. | S  | U | N | Tore    | Diff. | Punkte |
| --- | ----------------------- | --- | -- | - | - | ------- | ----- | ------ |
| 1.  | Schweden                | 10  | 10 | 0 | 0 | 032:100 | +31   | 30     |
| 2.  | Schottland              | 10  | 8  | 0 | 2 | 037:800 | +29   | 24     |
| 3.  | Polen                   | 10  | 5  | 1 | 4 | 020:140 | +6    | 16     |
| 4.  | Bosnien und Herzegowina | 10  | 2  | 3 | 5 | 007:190 | −12   | 09     |
| 5.  | Nordirland              | 10  | 1  | 2 | 7 | 003:190 | −16   | 05     |
| 6.  | Färöer                  | 10  | 0  | 2 | 8 | 003:410 | −38   | 02     |

| Schweden – Polen am 21. September 2013 in Malmö                                                                            | 2:0 (0:0) |
| 1:0 Caroline Seger (52.), Lotta Schelin (66.)                                                                              |           |
| Bosnien-H. – Schweden am 26. Oktober 2013 in Zenica                                                                        | 0:1 (0:1) |
| 0:1 Lotta Schelin (34./Elfmeter)                                                                                           |           |
| Schweden – Färöer am 31. Oktober 2013 in Göteborg                                                                          | 5:0 (4:0) |
| 1:0, 4:0 Lotta Schelin (12./Elfmeter, 30.), 2:0 Caroline Seger (14.), 3:0 Kosovare Asllani (18.), 5:0 Jenny Hjohlman (59.) |           |
| Nordirland – Schweden am 5. April 2014 in Portadown                                                                        | 0:4 (0:2) |
| 0:1 Kosovare Asllani (8./Elfmeter), 0:2 Lotta Schelin (18.), 0:3 Emma Lundh (84.), 0:4 Lina Nilsson (87.)                  |           |
| Schweden – Nordirland am 8. Mai 2014 in Växjö                                                                              | 3:0 (2:0) |
| 1:0 Therese Sjögran (12.), 2:0 Caroline Seger (28.), 3:0 Lina Nilsson (74.)                                                |           |
| Schottland – Schweden am 14. Juni 2014 in Motherwell                                                                       | 1:3 (1:2) |
| 0:1 Caroline Seger (13.), 1:1 Kim Little (19./Elfmeter), 1:2, 1:3 Kosovare Asllani (27., 52.)                              |           |
| Färöer – Schweden am 19. Juni 2014 in Toftir                                                                               | 0:5 (0:3) |
| 0:1 Caroline Seger (11.), 0:2 Olivia Schough (19.), 0:3, 0:4 Lotta Schelin (35., 50.), 0:5 Emma Lundh (84.)                |           |
| Polen – Schweden am 21. August 2014 in Starogard Gdański                                                                   | 0:4 (0:1) |
| 0:1, 0:3 Lotta Schelin (8., 71.), 0:2 Kosovare Asllani (56.), 0:4 Linda Sembrant (89.)                                     |           |
| Schweden – Bosnien-H. am 13. September 2014 in Göteborg                                                                    | 3:0 (2:0) |
| 1:0 Lina Nilsson (5.), 2:0, 3:0 Lotta Schelin (45+2., 73.)                                                                 |           |
| Schweden – Schottland am 17. September 2014 in Göteborg                                                                    | 2:0 (1:0) |
| 1:0 Therese Sjögran (7.), 2:0 Lotta Schelin (76.)                                                                          |           |

## Vorbereitung

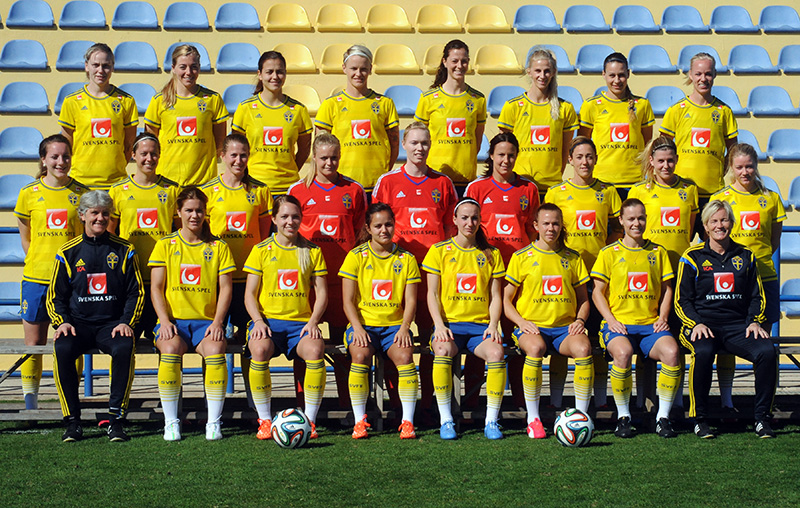
Die schwedische Mannschaft beim Algarve-Cup 2015

Schweden begann die Vorbereitung auf die WM unmittelbar nach der erfolgreichen Qualifikation gegen Mannschaften aus den Top 10 der FIFA-Weltrangliste. Dabei wurde zunächst am 29. Oktober 2014 in Örebro mit 1:2 gegen Europameister Deutschland verloren, wobei auf Kunstrasen gespielt wurde, da auch bei der WM auf Kunstrasen gespielt werden soll. Dabei machte Therese Sjögran als dritte Europäerin ihr 200. Länderspiel und Lotta Schelin wurde mit ihrem 73. Länderspieltor alleinige schwedische Rekordhalterin. Am 24. und 26. November 2014 gab es zudem in Los Angeles zwei Spiele ohne Zuschauer gegen WM-Gastgeber Kanada, die 0:1 und 1:1 endeten. Am 13. Januar 2015 traf die Mannschaft in La Manga auf den westlichen Nachbarn Norwegen und gewann mit 3:2 nach 0:2-Halbzeitrückstand. Am 12. Februar 2015 traf sie in Eerikkilä auf den östlichen Nachbarn Finnland und gewann mit 3:0, wobei Rekordtorschützin Lotta Schelin ihr 75. Länderspieltor erzielte. Im März nimmt die Mannschaft zudem wie jedes Jahr seit 1994 am traditionellen Algarve-Cup in Portugal teil und trifft dabei in der Gruppenphase auf Südamerikameister Brasilien (0:2 am 6. März), China (3:0 am 9. März) und Titelverteidiger Deutschland (4:2 nach 0:2-Rückstand am 4. März). Als drittbester Gruppensieger verpassten die Schwedinnen das Finale und trafen im Spiel um Platz 3 am 11. März erneut auf Deutschland, das nach der Auftaktniederlage gegen die Schwedinnen gegen China und Brasilien gewinnen konnte und damit bester Gruppenzweiter wurde. Den Erfolg aus dem Auftaktspiel konnten die Schwedinnen nicht wiederholen, verloren mit 1:2 und wurden zum fünften Mal in Folge Vierter des Algarve-Cups. Am 5. April wurde bei einem Testspiel gegen WM-Neuling Schweiz in Eskilstuna mit 1:3 und damit erstmals gegen die Schweiz verloren. Am 8. April wurde gegen Dänemark in Stockholm nur ein 3:3 erreicht. Die Generalprobe für die WM fand am 30. Mai in Toronto gegen WM-Teilnehmer Niederlande statt. Schweden gewann 2:1.

## Die Mannschaft

### Aufgebot
Am 11. Mai wurde der Kader von 23 Spielerinnen (davon drei Torhüterinnen) benannt, der dem FIFA-Generalsekretariat spätestens zehn Werktage vor dem Eröffnungsspiel mitgeteilt werden muss.
| Nr.                                 | Spielerin             | Geburtsdatum | Verein                   | Debüt | Einsätze    | Tore | WM-Spiele                 | Letzter Einsatz | WM 2015 | WM 2015 | WM 2015      | WM 2015          | WM 2015     | WM 2015 |
| Nr.                                 | Spielerin             | Geburtsdatum | Verein                   | Debüt | Einsätze    | Tore | WM-Spiele                 | Letzter Einsatz | Sp.     | [ K 5 ] | Gelbe Karten | Gelb-Rote Karten | Rote Karten |         |
| Tor                                 | Tor                   | Tor          | Tor                      | Tor   | Tor         | Tor  | Tor                       | Tor             | Tor     | Tor     | Tor          | Tor              | Tor         |         |
| ----------------------------------- | --------------------- | ------------ | ------------------------ | ----- | ----------- | ---- | ------------------------- | --------------- | ------- | ------- | ------------ | ---------------- | ----------- | ------- |
| 12                                  | Hilda Carlén          | 13.08.1991   | Piteå IF                 | 2015  | 001         | 0    |                           | 12.02.2015      | 0       | 0       | 0            | 0                | 0           |         |
| 1                                   | Hedvig Lindahl        | 29.04.1983   | Chelsea LFC              | 2002  | 112         | 0    | 9 (2007, 2011)            | 20.06.2015      | 4       | 0       | 0            | 0                | 0           |         |
| 21                                  | Carola Söberg         | 29.07.1982   | KIF Örebro               | 2007  | 011         | 0    |                           | 11.03.2015      | 0       | 0       | 0            | 0                | 0           |         |
| Abwehr                              |                       |              |                          |       |             |      |                           |                 |         |         |              |                  |             |         |
| 4                                   | Emma Berglund         | 19.12.1988   | FC Rosengård             | 2011  | 038         | 0    |                           | 20.06.2015      | 2       | 0       | 0            | 0                | 0           |         |
| 5                                   | Nilla Fischer         | 02.08.1984   | VfL WolfsburgP           | 2001  | 135         | 20   | 7 (2007, 2011)            | 20.06.2015      | 4       | 1       | 0            | 0                | 0           |         |
| 14                                  | Amanda Ilestedt       | 17.01.1993   | FC Rosengård             | 2013  | 011         | 01   |                           | 20.06.2015      | 4       | 0       | 1            | 0                | 0           |         |
| 16                                  | Lina Nilsson          | 17.06.1987   | FC Rosengård             | 2009  | 069         | 03   | 1 (2011)                  | 20.06.2015      | 4       | 0       | 0            | 0                | 0           |         |
| 2                                   | Charlotte Rohlin      | 02.12.1980   | Linköpings FC            | 2007  | 077         | 07   | 6 (2007, 2011)            | 05.04.2015      | 0       | 0       | 0            | 0                | 0           |         |
| 23                                  | Elin Rubensson        | 11.05.1993   | Kopparbergs/Göteborg FC  | 2012  | 023         | 0    |                           | 20.06.2015      | 4       | 0       | 0            | 0                | 0           |         |
| 18                                  | Jessica Samuelsson    | 30.01.1992   | Linköpings FC            | 2011  | 024         | 0    |                           | 20.06.2015      | 3       | 0       | 0            | 0                | 0           |         |
| 3                                   | Linda Sembrant        | 15.05.1987   | HSC Montpellier          | 2008  | 060         | 06   | 2 (2011)                  | 20.06.2015      | 3       | 2       | 0            | 0                | 0           |         |
| 6                                   | Sara Thunebro         | 26.04.1979   | Eskilstuna United DFF    | 2004  | 132         | 05   | 8 (2007, 2011)            | 16.06.2015      | 1       | 0       | 0            | 0                | 0           |         |
| Mittelfeld                          |                       |              |                          |       |             |      |                           |                 |         |         |              |                  |             |         |
| 20                                  | Emilia Appelqvist     | 11.02.1990   | Piteå IF                 | 2014  | 006         | 0    |                           | 12.06.2015      | 1       | 0       | 0            | 0                | 0           |         |
| 7                                   | Lisa Dahlkvist        | 20.02.1987   | KIF Örebro               | 2008  | 099         | 09   | 6 (2011)                  | 16.06.2015      | 3       | 0       | 0            | 0                | 0           |         |
| 13                                  | Malin Diaz Pettersson | 03.01.1994   | Eskilstuna United        | 2014  | 013         | 0    |                           | 30.05.2015      | 0       | 0       | 0            | 0                | 0           |         |
| 22                                  | Olivia Schough        | 11.03.1991   | Eskilstuna United DFF    | 2014  | 025         | 01   |                           | 08.06.2015      | 1       | 0       | 0            | 0                | 0           |         |
| 17                                  | Caroline Seger        | 19.03.1985   | Paris Saint-Germain      | 2005  | 142         | 21   | 6 (2007, 2011)            | 20.06.2015      | 4       | 0       | 0            | 0                | 0           |         |
| 15                                  | Therese Sjögran       | 08.04.1977   | FC Rosengård             | 1997  | 214         | 21   | 14 (2003, 2007, 2011)     | 20.06.2015      | 4       | 0       | 0            | 0                | 0           |         |
| Angriff                             |                       |              |                          |       |             |      |                           |                 |         |         |              |                  |             |         |
| 9                                   | Kosovare Asllani      | 29.07.1989   | Paris Saint-Germain      | 2008  | 080         | 22   |                           | 20.06.2015      | 3       | 0       | 0            | 0                | 0           |         |
| 11                                  | Jenny Hjohlman        | 12.02.1990   | Umeå IK damfotboll       | 2013  | 013         | 01   |                           | 20.06.2015      | 1       | 0       | 0            | 0                | 0           |         |
| 10                                  | Sofia Jakobsson       | 23.04.1990   | HSC Montpellier          | 2011  | 061         | 11   | 2 (2011)                  | 20.06.2015      | 4       | 1       | 0            | 0                | 0           |         |
| 19                                  | Emma Lund             | 26.06.1989   | AIK Solna                | 2014  | 011         | 02   |                           | 27.11.2014      | 0       | 0       | 0            | 0                | 0           |         |
| 8                                   | Lotta Schelin         | 27.02.1984   | Olympique LyonM, P       | 2004  | 154         | 80   | 9 (2007, 2011)            | 20.06.2015      | 4       | 0       | 1            | 0                | 0           |         |
| Trainerstab                         |                       |              |                          |       |             |      |                           |                 |         |         |              |                  |             |         |
| Förbundskapten                      | Pia Sundhage          | 13.02.1960   | Svenska Fotbollförbundet | 2012  | 146 107 041 | 71   | 10 (1991, 1995) 06 (2011) |                 | 4       |         | 0            | 0                | 0           |         |
| Assistent                           | Lilie Gutke Persson   |              | Svenska Fotbollförbundet |       |             |      |                           |                 | 4       |         | 0            | 0                | 0           |         |
| Trainer                             | Matti Demegård        |              | Svenska Fotbollförbundet |       |             |      |                           |                 | 4       |         | 0            | 0                | 0           |         |
| Torwarttrainer                      | Mikael Olsson         |              | Svenska Fotbollförbundet |       |             |      |                           |                 | 4       |         | 0            | 0                | 0           |         |
| Anmerkungen:1. 2. 3. 4. 5. 6. 7. 8. |                       |              |                          |       |             |      |                           |                 |         |         |              |                  |             |         |

## Spiele bei der Weltmeisterschaft
Bei der Auslosung der Gruppen war Schweden nicht gesetzt und wurde der Gruppe D mit Mittel- und Nordamerikameister USA zugelost.
Zudem traf die Mannschaft auf Australien und Afrikameister Nigeria. Gegen die USA gab es zuvor 35 Spiele, davon wurden sechs gewonnen, neun endeten remis (mit einem Sieg im Elfmeterschießen) und 20 wurden verloren. Die USA war zum fünften Mal Gegner in der WM-Vorrunde, keine Paarung gab es öfter. Gegen Australien gab es zuvor neun Spiele, von denen sechs gewonnen wurden. Zwei Spiele endeten remis, wovon Australien eins im Elfmeterschießen gewann, eins wurde verloren. Zuletzt trafen die Schwedinnen im WM-Viertelfinale 2011 auf die Australierinnen und gewannen mit 3:1. Nigeria war zuvor dreimal Gegner der Schwedinnen, zwei Spiele wurden gewonnen, beim letzten in der WM-Vorrunde 2007 reichte es aber nur zu einem Remis, was zum Vorrundenaus der Schwedinnen führte.
Die Gruppe galt als stärkste der WM; es war die einzige mit vier Mannschaften, die bei ihren letzten kontinentalen Titelkämpfen mindestens das Halbfinale erreichten. In der FIFA-Weltrangliste vor der WM lag Schweden auf Platz 5, die USA auf Platz 2, Australien auf Platz 10 und Nigeria auf Platz 33; Gruppenschnitt = 12,5.
Die Schwedinnen nutzten im ersten Spiel zweimal die Unerfahrenheit der Nigerianerinnen bei Eckbällen, um mit 2:0 in Führung zu gehen, hatten ansonsten dem elanvollen Angriffsspiel der Afrikanerinnen, die mehrere Spielerinnen der U-20-Mannschaft einsetzten, die 2014 Vizeweltmeister geworden war, nichts entgegenzusetzen und mussten am Ende mit dem 3:3 zufrieden sein. Gegen die USA, die 2011 noch von der schwedischen Trainerin trainiert worden war, erkämpften sie ein 0:0. Gegen Australien gerieten sie nach einem weiten Pass in den freien Raum, den Lisa De Vanna aufnahm und zum Führungstreffer für die „Matildas“ nutzte, bereits in der 5. Minute in Rückstand. Auch danach war Australien kurzzeitig die bessere Mannschaft, ehe Sofia Jakobsson mit ihrem ersten WM-Tor zehn Minuten später nach einer Einzelleistung der Ausgleich gelang. In der Folgezeit neutralisierten sich die beiden Mannschaften weitgehend, Australien genügte das Remis während die Schwedinnen immer wieder mit langen Bällen in die Spitze scheiterten. Am Ende war dann das 1:1 das dritte Remis in Folge, was es bei einer WM der Frauen zuvor noch nicht gegeben hat. Als Gruppendritter war Schweden von den Ergebnissen des letzten Vorrundenspieltags abhängig um noch ins Achtelfinale zu ziehen, da noch zwei Mannschaften die Chance hatten an den Schwedinnen vorbeizuziehen. Dank des brasilianischen Sieges gegen Costa Rica wurde Schweden noch viertbester Gruppendritter – bei einem 1:1 hätte zwischen Schweden und Costa Rica gelost werden müssen. Schweden traf am 20. Juni 2015 in Ottawa auf Deutschland. Beide spielten zuletzt beim Algarve-Cup 2015 zweimal gegeneinander, wobei jede Mannschaft einmal gewann. Schweden verlor das 25. Aufeinandertreffen mit der deutschen Mannschaft mit 1:4, wodurch sich die Bilanz auf nun sieben Siege und 18 Niederlagen weiter verschlechterte. Mit ihrem 214. und letzten Länderspiel konnte Therese Sjögran aber den Europarekord von Birgit Prinz einstellen.
Das Spiel hatte auch insofern noch eine besondere Bedeutung für die Schwedinnen, als durch die Niederlage die direkte Qualifikation für die Olympischen Spiele 2016 verpasst wurde. Da aber auch drei andere europäische Mannschaften im Achtelfinale ausschieden und nur zwei bei den Olympischen Spielen startberechtigte europäische Mannschaften das Viertelfinale erreichten, haben die Schwedinnen, die als einzige europäische Mannschaft bisher bei allen olympischen Frauen-Fußballturnieren dabei waren, noch die Chance, in Playoff-Spielen mit den ebenfalls im Achtelfinale ausgeschiedenen Mannschaften aus den Niederlanden, Norwegen und der Schweiz das dritte europäische Olympiaticket zu bekommen.

### Gruppenspiele
| Pl. | Land       | Sp. | S | U | N | Tore    | Diff. | Punkte |
| --- | ---------- | --- | - | - | - | ------- | ----- | ------ |
| 1.  | USA        | 3   | 2 | 1 | 0 | 004:100 | +3    | 07     |
| 2.  | Australien | 3   | 1 | 1 | 1 | 004:400 | ±0    | 04     |
| 3.  | Schweden   | 3   | 0 | 3 | 0 | 004:400 | ±0    | 03     |
| 4.  | Nigeria    | 3   | 0 | 1 | 2 | 003:600 | −3    | 01     |

| Mo., 8. Juni 2015, in Winnipeg  |   |          |           |
| Schweden                        | – | Nigeria  | 3:3 (2:0) |
| Fr., 12. Juni 2015, in Winnipeg |   |          |           |
| USA                             | – | Schweden | 0:0       |
| Di., 16. Juni 2015, in Edmonton |   |          |           |
| Australien                      | – | Schweden | 1:1 (1:1) |

### K.-o.-Runde
| Sa., 20. Juni 2015, 16:00* (22:00 MESZ) in Ottawa |   |          |           |
| Deutschland                                       | – | Schweden | 4:1 (2:0) |